# Hurst (Illinois)
Hurst és una població del Comtat de Williamson a l'estat d'Illinois (Estats Units d'Amèrica).

## Demografia
Segons el cens del 2000 tenia 805 habitants, 360 habitatges, i 217 famílies. La densitat de població era de 361,4 habitants/km².
Dels 360 habitatges en un 29,2% hi vivien nens de menys de 18 anys, en un 41,9% hi vivien parelles casades, en un 12,5% dones solteres, i en un 39,7% no eren unitats familiars. En el 36,1% dels habitatges hi vivien persones soles el 17,5% de les quals corresponia a persones de 65 anys o més que vivien soles. El nombre mitjà de persones vivint en cada habitatge era de 2,24 i el nombre mitjà de persones que vivien en cada família era de 2,89.
Per edats la població es repartia de la següent manera: un 24,1% tenia menys de 18 anys, un 8,9% entre 18 i 24, un 29,1% entre 25 i 44, un 23,9% de 45 a 60 i un 14% 65 anys o més.
L'edat mediana era de 36 anys. Per cada 100 dones de 18 o més anys hi havia 80,8 homes.
La renda mediana per habitatge era de 21.765 $ i la renda mediana per família de 30.250 $. Els homes tenien una renda mediana de 24.659 $ mentre que les dones 18.393 $. La renda per capita de la població era de 12.583 $. Aproximadament el 18,7% de les famílies i el 24,8% de la població estaven per davall del llindar de pobresa.

## Poblacions properes
El següent diagrama mostra les poblacions més properes.